# Балакай Іван Андрійович
Іван Андрійович Балакай (позивний — Грек; 3 вересня 1961, Донецьк, Українська РСР, СРСР — 29 січня 2017, Авдіївка, Україна) — український колабораціоніст з Росією, учасник російсько-української війни на стороні проросійських бойовиків.

## Біографія
До війни працював будівельником. Учасник «Російської весни» на Донбасі з перших днів. В травні 2014 року вступив в незаконне збройне формування «Восток», очолюваного Олександром Ходаковським. Брав участь у бою під Карлівкою з батальйоном «Донбас», де отримав поранення.
Останні відомі звання і посада — командир 3-го мотострілецького батальйону полку «Восток». Проте за інформацією українського військового журналіста Юрія Бутусова, Грек очолював 1-й батальйон 100-ї бригади Республіканської гвардії.
Ліквідований 29 січня 2017 року під час боїв в Авдіївській промзоні з 72-ї бригадою ЗСУ.